# Veljko Uskoković
Veljko Uskoković (Cetinje, 29. ožujka 1971.), bivši crnogorski vaterpolist. Igrao je za tri reprezentacije: Jugoslaviju (samo na EP 1991. kad je osvojila zlato), SRJ/SCG i naposljetku za Crnu Goru s kojom je osvojio svoje drugo europsko zlato 2008. godine. Nosio je crnogorsku zastavu na za tu državu prvim Olimpijskim igrama 2008. Na njima je osvojio četvrto mjesto. Oprostio se od vaterpola u prijateljskoj utakmici Crne Gore i SAD-a u srpnju 2009. Tijekom karijere igrao je za Primorac (u kojem je ponikao), Cataniu, Budvu (u njoj završio karijeru), Bečej (osvojio naslov europskog prvaka u sezoni 1999./00.), Camogli, Palermo i Salerno. Za crnogorsku reprezentaciju u dvije je godine odigrao 60 utakmica i postigao 56 pogodaka.